# Великая Речка
Великая Речка — опустевший лесной поселок в Няндомском районе Архангельской области.

## География
Находится в юго-западной части Архангельской области на расстоянии приблизительно 23 км на юго-восток по прямой от административного центра района города Няндома.

## История
В 1957 году открылся Великореченский лесопункт, при нем вырос и поселок. До поселка доходила узкоколейная ветка от станции Бурачиха (Мошинская железная дорога). Ныне поселок закрыт.

## Население
Численность населения: 12 человек (русские 84 %) в 2002 году, 0 в 2010.